# Bendis pannisca
Bendis pannisca là một loài bướm đêm trong họ Noctuidae.